# Pallacanestro in carrozzina ai XV Giochi paralimpici estivi
Il torneo di Pallacanestro in carrozzina dei XV Giochi paralimpici estivi si è svolto dall'8 al 17 settembre 2016 presso la HSBC Arena (Rio de Janeiro) e l'Arena Carioca 1. Il torneo maschile era da dodici squadre mentre quello femminile da dieci.

## Calendario
Il torneo si è svolto con una fase iniziale composta da due gruppi, seguita da quarti di finale, semifinali e finali per la medaglia d'oro e la medaglia di bronzo. Sono stati disputati anche gli incontri per determinare i restanti posti in classifica (uno al giorno a partire dal 13 settembre).
| Maschile dettagli  | G | G | G | G | G |    | QF | SF |   |   | B | F |
| Femminile dettagli | G | G | G | G | G | QF |    | SF | B | F |   |   |

| G | Gironi eliminatori | QF | Quarti di finale | SF | Semifinali | B | Finale medaglia di bronzo | F | Finale medaglia d'oro |

## Podi
| Evento           | Oro         | Argento  | Bronzo        |
| Torneo maschile  | Stati Uniti | Spagna   | Gran Bretagna |
| Torneo femminile | Stati Uniti | Germania | Paesi Bassi   |

## Medagliere
| Posizione | Paese         | Oro | Argento | Bronzo | Totale |
| --------- | ------------- | --- | ------- | ------ | ------ |
| 1         | Stati Uniti   | 2   | 0       | 0      | 2      |
| 2         | Germania      | 0   | 1       | 0      | 1      |
| 2         | Spagna        | 0   | 1       | 0      | 1      |
| 4         | Gran Bretagna | 0   | 0       | 1      | 1      |
| 4         | Paesi Bassi   | 0   | 0       | 1      | 1      |
| Totale    | Totale        | 2   | 2       | 2      | 6      |